# 하동균
하동균(1980년 6월 28일 ~ )은 대한민국의 R&B 가수이다. 그룹 원티드의 보컬 출신이다

## 생애
서울면중초등학교, 야탑중학교, 한솔고등학교를 졸업했다. 청운대학교에서 방송음악과에 다녔다. 2002년 3월 전상환, 이정, 서재호, Y.J와 함께 그룹 「7Dayz」를 결성했고, 이후 김재석, 전상환, 서재호와 함께 2004년 5월 그룹 원티드를 결성했고, 솔로 활동을 겸했다. 그러나 2004년 교통 사고로 부상을 당했고, 그 사고로 원티드는 서재호를 잃었다. 2008년 4월부터 2009년 4월까지 《라디오 데이즈, 하동균입니다》를 맡아 라디오 DJ로 활동하였고 2009년 5월 7일에 공익근무요원으로 입소해 2011년 소집 해제되었다.
2012년 12월, 미니앨범 MARK, 2014년 10월, 미니앨범 WORD를 차례로 발매하였고, 각종 드라마 OST 및 여타 아티스트들과의 콜라보레이션 작업에도 적극적으로 참여하여 많은 명곡을 남겼다. 2015년 1월~4월, 《나는 가수다 3》에 출연하며 대한민국 뮤지션으로서의 존재감을 다시 한번 굳힌 하동균은, 2016년 독립 레이블인 MARK PLANET을 설립한 후, 이듬해(2017년) 5월 POLYGON 앨범을 발매하며, 현재까지 각종 라디오, TV 출연 및 활발한 공연 활동을 이어오고 있다.

## 대표곡
- 그녀를 사랑해줘요 (2006)
- 나비야 (2008)
- 비가 오나 눈이 오나 (2008)
- 눈물소리(2008)
- After The Love (2011)
- 가슴 한쪽 (2012)
- From Mark (2012)
- 좋아보여 (2013)
- Run (2012)
- 지금 그리고 우린 (2017)
- 그때 우린 (2019)

## 학력
- 서울면중초등학교
- 야탑중학교
- 한솔고등학교
- 청운대학교 방송음악과
- 경희대학교 대학원

## 음반 활동

### 그룹 활동
- 2002년 3월 12일 7Dayz 1집 <7Dayz> 발매
- 2004년 6월 4일 원티드 1집 <Like The First>
- 2007년 7월 5일 원티드 2집 <7Dayz & Wanted>
- 2012년 1월 9일 원티드 3집 <Vintage>
- 2019년 11월 13일 원티드 15주년 기념 스페셜 프로젝트, part 1 <외로운 사람들을 위한 노래>
- 2020년 4월 1일 원티드 15주년 기념 스페셜 프로젝트, part 2 <눈물 날 것 같은 날에는>

### 솔로 활동
- 2004년 7월 26일, 《구미호외전》 O.S.T. 참여, <Always>
- 2006년 6월 9일, Pre-Single 《DQ From Wanted》 발매
- 2006년 6월 27일, Solo 1집 《Stand Alone》
- 2006년 8월 11일, Digital Stars Album 《워너뮤직&WS엔터테인먼트가 함께하는 썸머팝》 참여
- 2006년 9월 19일, 《무적의 낙하산 요원》 O.S.T., <I Wish>
- 2007년 2월 23일, 《사랑에 미치다》 O.S.T., <세상... 단 한번의 사랑>
- 2008년 2월 12일, Solo 2집 《Another Corner》 발매
- 2008년 5월 6일, 《강적들》 O.S.T. <미안합니다>
- 2008년 6월 10일, Digital-Single 《비가 오나 눈이 오나》 발매
- 2008년 9월 19일, Digital-Single <눈물소리> 발매
- 2008년 10월 30일, 《비몽》 O.S.T. 눈물소리 삽입곡으로 참여
- 2011년 3월 25일, 《반짝반짝 빛나는》 O.S.T. Part 2 <After The Love>
- 2012년 2월 9일, 《부탁해요 캡틴》 O.S.T. Part 4 <가슴 한 쪽>
- 2012년 12월 17일, 미니앨범 《Mark》 발매
- 2013년 9월 2일, 《굿닥터》 O.S.T. Part 4 <좋아보여>
- 2014년 10월 14일, 미니앨범 《Word》 발매
- 2015년 5월 29일, Digital-Single <Beautiful Day> 발매 (하동균x이정)
- 2016년 7월 6일, 드라마 《원티드 (대한민국의 드라마)》 O.S.T Part 2, <나는 너에게>
- 2017년 3월 8일, Digital Single <그래 사랑이었다> 발매 (길구봉구x하동균)
- 2017년 5월 11일, 미니앨범 《POLYGON》 발매
- 2018년 2월 15일, 《마더》 O.S.T. Part 3 <같이 가자>
- 2018년 7월 23일, 《라이프》 O.S.T. Part 1 <Home>
- 2018년 10월 8일, 《배드파파》 O.S.T. Part 1 <Don`t Remember>
- 2019년 3월 19일, Digital Single, <Beautiful (with KIND, 더블케이)>
- 2019년 4월 18일, Digital Single <그때 우린>
- 2019년 9월 10일, 월간 윤종신 프로젝트 참여, <워커홀릭>
- 2019년 10월 6일, Digital Single, <Never Forget (with KIND, Loopy)>
- 2020년 4월 17일, 《부부의 세계》 O.S.T. Part 4, <그냥 나를 버려요>
- 2020년 5월 1일, Digital Single <STAR DUST>
- 2020년 9월 21일, Digital Single - Traveller, No.201 <처음 그대를 사랑했었던>
- 2020년 9월 26일, 유희열의 스케치북 10주년 프로젝트, 마흔 두 번째 목소리, vol.68, <그게 아니고>
- 2020년 10월 3일, 유희열의 스케치북 10주년 프로젝트, 마흔 두 번째 목소리, vol.69, <흐린 가을하늘에 편지를 써>
- 2020년 12월 19일, Never Give Up 캠페인, <감사해 덕분에 (with 장혜진)>
- 2020년 12월 29일, 《낮과 밤》 O.S.T Part 2 <Set Me Free (Night Ver.)>
- 2021년 3월 1일, 《전설의 무대 아카이브K》, <비처럼 음악처럼>
- 2021년 3월 5일, Digital Single <Here I Am>
- 2021년 4월 22일,《공주의 남자》 O.S.T. 리메이크, <기다릴게 (with 봉구)>
- 2021년 8월 13,27일, 9월 3일, 《비긴어게인 오픈마이크》, Episode 17,19,20, <라구요>, <나비야>, <From Mark>, <Imagine>, <Say Something>, <사랑이라는 이유로>
- 2021년 9월 4일, 《인간실격》 O.S.T.  Part 1 <혼잣말>
- 2021년 10월 12일, Digital Single <ME.N.U (with JUNNY)>

## 방송 활동

### TV출연
- 2013년, 5월, KBS 불후의 명곡 - 전설을 노래하다 2, 들국화 (밴드)편
- 2013년, 7월, KBS 불후의 명곡 - 전설을 노래하다 2, 故 유재하 특집
- 2015년 1월~4월, MBC 나는 가수다 3
- 2015년 9월, 심폐소생송, 1회
- 2015년 10월, KBS 불후의 명곡 - 전설을 노래하다 2, 故 신해철편
- 2017년 5월, 유희열의 스케치북
- 2017년 8월, 유희열의 스케치북 (타종균)
- 2017년 11월 ~ 2018년 1월, JTBC 믹스나인
- 2018년 4월, Mnet 너의 목소리가 보여 (대한민국의 텔레비전 프로그램) 시즌5, 10회
- 2018년 4월, KBS 연예가중계
- 2018년 4월~5월, KBS 불후의 명곡 - 전설을 노래하다 2, 조용필 특집
- 2018년 6월, KBS2, 해피투게더 (텔레비전 프로그램), 542/543회
- 2018년 12월, KBS 불후의 명곡 - 전설을 노래하다 2, 故 김현식, 유재하 편
- 2019년 5월, KBS 유희열의 스케치북
- 2019년 6월, SBS MTV 윤도현의 더 스테이지 빅 플레저, 105회
- 2019년 7월~9월, Mnet 더 콜 (The Call) 시즌2
- 2019년 9월, KBS 유희열의 스케치북
- 2019년 9월~10월, MBC 전지적 참견 시점, 71~74회
- 2020년 3월, Mnet 내 안의 발라드, 4/5회
- 2020년 3월, MBC 전지적 참견 시점, 95/96회
- 2020년 4월 28일, MBC every1 비디오스타, 194회
- 2020년 5월 16일, MBC 오! 나의 파트,너, 7회
- 2020년 5월 29일, KBS 유희열의 스케치북
- 2020년 6월 13일, KBS 불후의 명곡 - 전설을 노래하다 2, 평화가 온다 특집
- 2020년 9월 25일, KBS 유희열의 스케치북
- 2020년 10월 3일, KBS 유희열의 스케치북
- 2020년 11월 20일, 네이버 NOW <제6회 김현식 가요제>
- 2020년 11월 29일, KNN <2020 시네마 음악회> 방송
- 2020년 12월 18일, MBC 트로트의 민족 9회
- 2021년 2월 19일, Mnet 너의 목소리가 보여 시즌8, 4회
- 2021년 2월 28일, SBS 전설의 무대 아카이브K - 동아기획 사단 편
- 2021년 6월 20일, SBS 티키타카 12회

### 라디오출연
- 2008년 4월 ~ 2009년 4월, MBC FM4U <라디오데이즈, 하동균입니다>, DJ
- 2014년 4월 ~ 2015년 4월, MBC FM4U <타블로의 꿈꾸는 라디오>, 고정게스트
- 2014년 10월, MBC FM4U <써니의 FM 데이트>, 게스트
- 2014년 11월, KBS coolFM <이소라의 가요광장>, 게스트
- 2015년 9월, MBC FM4U <타블로의 꿈꾸는 라디오>, 게스트
- 2016년 5월, MBC FM4U <하동균의 골든디스크>, 스페셜 DJ
- 2017년 1월, MBC FM4U <푸른밤, 하동균입니다>, 스페셜 DJ,
- 2017년 5월, SBS PowerFM <두시탈출 컬투쇼>, 게스트
- 2017년 5월, SBS LoveFM <송은이, 김숙의 언니네 라디오>, 게스트
- 2017년 5월, KBS coolFM <이홍기의 키스 더 라디오>,게스트
- 2018년 9월 25~30일, MBC FM4U <푸른밤>, 스페셜 DJ
- 2019년 4월, SBS PowerFM <두시탈출 컬투쇼>, 보이는 라디오, 게스트
- 2019년 4월, MBC FM4U <박경의 꿈꾸는 라디오>, 보이는 라디오, 게스트
- 2019년 4월, SBS PowerFM <최화정의 파워타임>, 게스트
- 2019년 5월, MBC FM4U <음악의 숲, 정승환입니다>, 게스트
- 2019년 5월, SBS PowerFM <존 박의 뮤직하이>, 게스트
- 2020년 5월 12일, SBS PowerFM <최화정의 파워타임>, 보이는 리디오, 게스트
- 2020년 5월 14일, SBS PowerFM <두시탈출 컬투쇼>, 보이는 라디오, 게스트
- 2020년 5월 19일, MBC FM4U <두시의 데이트>, 보이는 라디오, 게스트
- 2020년 5월 19일, TBS FM <이은미와 함께라면>, 보이는 라디오, 게스트
- 2020년 10월 6일, SBS FM <최화정의 파워타임>, 보이는 라디오, 게스트
- 2021년 3월 18일, MBC FM4U <두시의 데이트>, 게스트
- 2021년 3월 19일, SBS FM <최화정의 파워타임>, 보이는 라디오, 게스트
- 2021년 3월 23일, 네이버 나우 <적재의야간작업실> 255회, 보이는 라디오, 게스트
- 2021년 3월 25일, SBS PowerFM <두시탈출 컬투쇼>, 보이는 라디오, 게스트
- 2021년 4월 6일, MBC FM4U <전효성의 꿈꾸는 라디오>, 보이는 라디오, 게스트
- 2021년 4월 8일,  SBS 파워FM 《아름다운 이 아침, 김창완입니다》, 게스트

## 공연 및 콘서트
- 2006년 12월 28일, 정재욱/KCM/하동균의 <화이트 로망스>
- 2011년 9월 17일, 하동균 첫 단독콘서트 <Below The Surface>
- 2012년 5월31일, 원티드 (음악 그룹) 3집앨범 발매 기념 콘서트, <BACK TO VINTAGE>
- 2013년 12월 31일, 하동균 단독콘서트 <MARK>
- 2014년 11월 22일, 하동균 단독콘서트 < WORD >
- 2014년 12월 24일, 김태우/백지영/하동균 콘서트 <VOICE TO VOICE>
- 2014년 12월 26일, 문명진/하동균/영지 크리스마스 콘서트 <Wishes>
- 2015년 5월16일/ 5월 30일, 하동균/문명진/영지 콘서트 <봄바람>
- 2015년 5월 23/ 24/ 25일, 2015서울재즈페스티벌
- 2015년 9월 5일, 2015 Someday Festival
- 2015년 9월 6일, <2015 SMF> (Special Music Festival)
- 2015년 11월 14일, <김현식 가요제>
- 2015년 11월 22일, 신용재/하동균/영지 연합콘서트 <Memories>
- 2015년 11월 29일, 하동균 단독콘서트 <#BLANK>
- 2015년 12월 12일, 라우더스 패밀리 콘서트
- 2016년 2월 12~14일, 하이(HI) 콘서트
- 2017년 1월 20~21, 하동균 단독콘서트, 현대카드 <Curated 32>
- 2017년 6월 3~4일, 하동균 단독콘서트<밤: 그 첫번째>
- 2017년 9월 16일, 2017 Someday Festival
- 2017년 9월 22일, Never Ever - Joint concert by Vocalists, 도쿄
- 2017년 10월 18일, 유재하음악경연대회, 미주본선, 축하공연
- 2017년 12월 8~10일, 하동균 단독콘서트<#02 밤: Secret Room>
- 2018 2월 3일/2월 10일/2월 24일, 2018 김광석 다시 부르기
- 2018년 3월 31일, 하동균 단독콘서트 <더 가까이>
- 2018년 5월 12일, May I Love You (북콘서트)
- 2018년 5월25일, YONSEI Lock
- 2018년 6월 23일, 엔제리너스 루프탑 콘서트 (부산)
- 2018년 9월 1일, 2018 Someday Festival
- 2018년 9월 8일, <숲속 라이브>, 대관령 음악숲
- 2018년 12월 8~9일, 하동균 단독 콘서트, < Ha Dong Qn >
- 2018년 12월 26일, Live On Stage, <하동균 × 손승연>
- 2018년 12월 28일, 2018 송년재즈페스티벌, Stage 5, <Secret Party in Busan>
- 2019년 4월 13~14일/ 4월 27~28일, 2019 단독콘서트, <Begin>
- 2019년 5월 24일, 영남대학교 축제
- 2019년 8월 18일, 소리바다, 2019 K-WORLD FESTA, K-SOUL
- 2019년 8월 23일, 제주 삼다공원 야간콘서트
- 2019년 8월 31일, 2019 Someday Festival
- 2019년 9월 21일, 2019 도동서원 세계문화유산등재 기념음악회, <숲속 라이브>
- 2019년 9월 28일, 2019 곶자왈 숲속콘서트, 제주
- 2019년 10월 19일, <Hot & Blue Concert>, U.S.(CA)
- 2019년 10월 30일, 대한민국 대중문화예술상, 축하무대
- 2019년 11월 24일, 2019 제8회 GLAD MUSIC FEST, <Ha Dong Qn × Punch>, 제주
- 2019년 12월 7~8일, 2019 단독콘서트 <h.ealing>
- 2020년 7월 30일, <대구 포크페스티벌>
- 2020년 10월 9일, <2020 외솔 한글한마당, 한글사랑 음악회>
- 2020년 11월 6일, <2020 시네마 음악회>
- 2020년 11월 24일, <코로나19 의료진을 위한 감사음악회>
- 2020년 11월 25일, <2020 중구 문화이음 콘서트>
- 2021년 5월 23일, <2021 SOMEDAY THEATRE CANTABILE>
- 2021년 9월 30일, <전주 세계 소리축제 - 별빛콘서트>
- 2021년 10월 15~17일, 2021 하동균 단독콘서트 <Here I Am>
- 2021년 11월 6일, <2021 SOMEDAY THEATRE LAST CANTABILE>

## 기타
- 연정훈, 토니안, 이정재의 닮은 꼴로도 많이 알려져있다.